# 붉은 고기

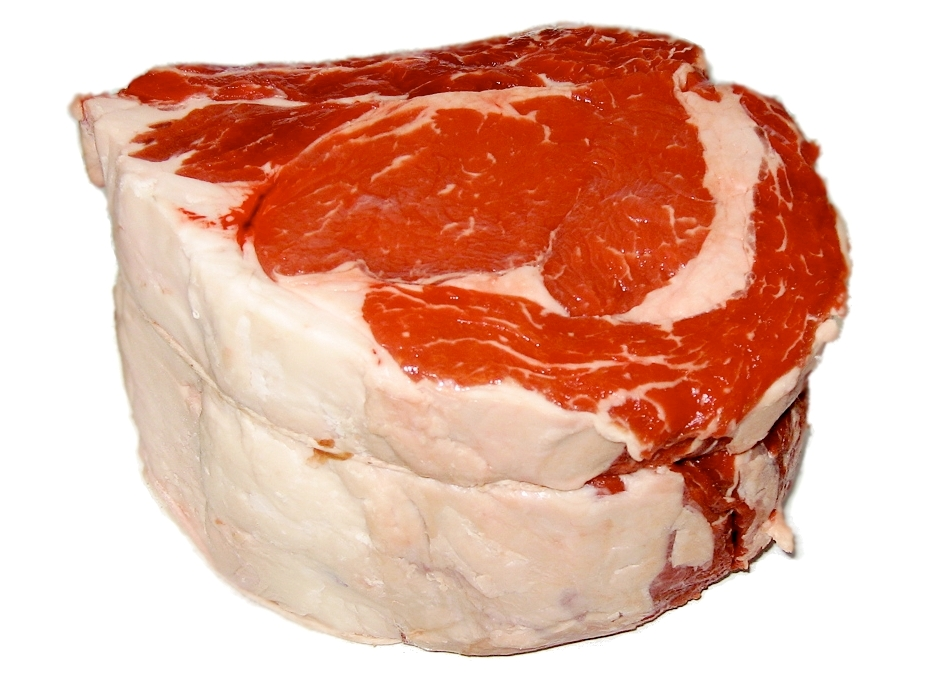
조리되지 않은 상태의 적색육

붉은 고기 또는 적색육(赤色肉)은 조리나 요리를 한 후, 또는 그 이전의 날고기일 때 붉은 빛을 띠는 고기를 뜻하며, 대부분의 포유류가 이를 갖고 있다. 조리나 요리를 한 후에는 짙은 색을 띠기 때문에 흑색육(黑色肉)이라고도 한다.
적색육은 서 있거나 걷거나 기타 어떠한 활동을 할 때 그 활동 기간을 늘려주는 데 유용하게 사용되는 근섬유인 적색근으로 구성되어 있으며, 적색근에서 미오글로빈이 포함된 산소를 저장하고 있기 때문에 적색육에서도 미오글로빈을 포함하고 있다.
영양학에서는 일정 수치 이상의 미오글로빈 색소가 농축된 고기를 적색육으로 규정하며, 닭고기나 물고기 등 백색육에서는 0.05% 이하의 수치를 기록하는 반면 돼지고기, 송아지고기, 쇠고기 등 적색육에서는 평균적으로 0.1 ~ 2.0%의 수치가 검출된다.
미식 분야에서는 백색육과는 달리 짙은 색을 띠는 고기를 적색육으로 정의하며, 소, 송아지, 양, 돼지, 말 등의 포유류에서 나온 고기가 이에 포함된다. 사냥감의 경우 때때로 적색육과는 별개로 취급하는 경향이 있다.
적색육이 심혈관계 질환이나 암 유발과 밀접한 관계가 있어 건강에 해롭다는 논란이 있다.

## 같이 보기
- 붉은 고기
- 사냥감